# Andrea Falconieri
Andrea Falconieri (Nápoles, 1585 or 1586 - ?, 1656), também conhecido como Falconiero, foi um compositor e alaudista italiano.
Viveu em Parma de 1604 a 1614, depois em Roma e finalmente voltou a Nápoles, onde, em 1647, tornou-se maestro di cappella da Capela Real.